# Cratere Montevallo
Montevallo  è un cratere sulla superficie di Marte.